# София Греческая (королева Испании)
Донья София Греческая и Датская (София Маргарита Виктория Федерика Шлезвиг-Гольштейн-Зондербург-Глюксбург, род. 2 ноября 1938, Афины, Греция) — королева-консорт Испании (1975—2014), супруга короля Испании Хуана Карлоса I.

## Биография
Родилась во дворце Татой близ Афин в семье принца Павла Греческого и его жены (будущих короля Греции Павла I и королевы Фредерики). Она является правнучкой русской Великой княгини Ольги Константиновны, вышедшей замуж за греческого короля Георга I, которую греки называли «василисса тон эллинон», что означает «королева эллинов». Среди её предков — также германские князья, монархи Дании и Англии.
В годы Второй мировой войны греческая королевская семья находилась в изгнании, детство Софии прошло в Египте и Южной Африке. В 1946 году она вернулась в Грецию вместе с родителями. В юности она получила разностороннее образование в немецком колледже Шлосс Салем, занималась педагогическими науками, музыкой и археологией в Афинском университете. В 1960 году София принимала участие в Олимпийских играх в качестве дополнительного члена команды греческих мастеров парусного спорта.
14 мая 1962 года в Афинах состоялось её бракосочетание с принцем Хуаном Карлосом, сыном графа Хуана Барселонского и наследником престола Испании. После смерти каудильо Франко, 22 ноября 1975 года Хуан Карлос был провозглашён королём, а его супруга София — королевой Испании.

## Дети
У королевы Софии и короля Хуана Карлоса трое детей:
- инфанта Елена, герцогиня де Луго (р. 1963)
- инфанта Кристина, герцогиня Пальма-де-Майоркская (р. 1965)
- Филипп (р. 1968) — король Испании с 19 июня 2014 года.

## Общественная деятельность
Помимо участия в официальных представительских мероприятиях, королева София вела активную общественную деятельность. Она является президентом «Фонда королевы Софии», почётным председателем Фонда по борьбе с наркоманией, Королевского попечительского совета по образованию и поддержке инвалидов, Высшей королевской музыкальной школы им. королевы Софии, ряда других просветительских и благотворительных организаций.
Королева София — фигура довольно противоречивая. Она — вегетарианка, не раз признавалась, что терпеть не может корриду, однако критикуют её не за это. Дело в том, что королева придерживается весьма консервативных взглядов — она выступает против однополых браков и абортов, а также настаивает на необходимости религиозного воспитания в школах. 

## Увлечения в области искусства
Человек весьма образованный, автор двух книг по греческой археологии, она прекрасно разбирается в живописи и сама неплохо рисует. Любит королева и музыку, в детстве она пела в хоре. Кстати, именно благодаря донье Софии ансамбль «Виртуозы Москвы», возглавляемый Владимиром Спиваковым, в своё время получил приглашение работать в Испании. В числе друзей королевы — Пласидо Доминго, Галина Вишневская, Мстислав Ростропович. По приглашению Ростроповича донья София в ноябре 1995 года присутствовала на премьере «Хованщины», поставленной по его инициативе в Большом театре.
Королева София — почётный академик Королевской академии изящных искусств «Сан-Фернандо» и Королевской академии истории и имеет степени почётного доктора ряда университетов, в том числе Вальядолидского, Кембриджского, Оксфордского, Джорджтаунского и Нью-Йоркского.

## Титулы
- 1938—1962 — Её Королевское Высочество Принцесса София Греческая и Датская
- 1962—1969 — Её Королевское Высочество Принцесса София Испанская (исп. Su Alteza Real la Princesa Doña Sofía de España)
- 1969—1975 — Её Королевское Высочество Принцесса Испанская (исп. Su Alteza Real la Princesa de España)
- 1975—2014 — Её Величество Королева Испании (исп. Su Majestad la Reina de España)
- С 2014 года — Её Величество Королева София Испанская (исп. Su Majestad la reina doña Sofía de España )

## Награды
Награды Испании
| Страна  | Дата вручения               | Награда                                     | Награда                                     | Литеры |
| ------- | --------------------------- | ------------------------------------------- | ------------------------------------------- | ------ |
| Испания | 31 октября 1983—            | Дама цепи                                   | ордена Карлоса III                          |        |
| Испания | 14 мая 1962—31 октября 1983 | Дама Большого креста                        | ордена Карлоса III                          |        |
| Испания | 14 мая 1962—19 июня 2014    | Великий магистр ордена Королевы Марии Луизы | Великий магистр ордена Королевы Марии Луизы |        |

Награды иностранных государств
| Страна                   | Дата вручения     | Награда                                                                                              | Награда                                                                                              | Литеры   |
| ------------------------ | ----------------- | --- | --- | -------- |
| Аргентина                | —                 | Дама Большого креста ордена Освободителя Сан-Мартина                                                 | Дама Большого креста ордена Освободителя Сан-Мартина                                                 |          |
| Ватикан                  | —                 | Дама Большого креста ордена Святого Гроба Господнего Иерусалимского                                  | Дама Большого креста ордена Святого Гроба Господнего Иерусалимского                                  |          |
| Ватикан                  | —                 | Дама Креста «За заслуги перед Церковью и Папой»                                                      | Дама Креста «За заслуги перед Церковью и Папой»                                                      |          |
| Франция                  | —                 | Дама Большого креста ордена Почётного легиона                                                        | Дама Большого креста ордена Почётного легиона                                                        |          |
| Эфиопия                  | —                 | Дама Большого креста ордена Царицы Савской                                                           | Дама Большого креста ордена Царицы Савской                                                           |          |
| Иран                     | —                 | Дама ордена Плеяд 2 класса                                                                           | Дама ордена Плеяд 2 класса                                                                           |          |
| Иран                     | 14 октября 1971—  | Юбилейная медаль 2500-летия основания Персидской империи                                             | Юбилейная медаль 2500-летия основания Персидской империи                                             |          |
| Финляндия                | 4 июня 1975—      | Дама Большого креста ордена Белой розы                                                               | Дама Большого креста ордена Белой розы                                                               |          |
| Колумбия                 | 1976—             | Дама Большого креста ордена Бояки                                                                    | Дама Большого креста ордена Бояки                                                                    |          |
| Германия                 | 19 апреля 1977—   | Дама Большого креста специального класса ордена «За заслуги перед Федеративной Республикой Германия» | Дама Большого креста специального класса ордена «За заслуги перед Федеративной Республикой Германия» |          |
| Венесуэла                | 8 сентября 1977—  | Дама Большой ленты ордена Освободителя                                                               | Дама Большой ленты ордена Освободителя                                                               |          |
| Гватемала                | 10 сентября 1977— | Дама Большого креста ордена Кетцаля                                                                  | Дама Большого креста ордена Кетцаля                                                                  |          |
| Гондурас                 | 13 сентября 1977— | Дама Большого креста ордена Франсиско Морасана                                                       | Дама Большого креста ордена Франсиско Морасана                                                       |          |
| Сальвадор                | 14 сентября 1977— | Дама Большого креста с серебряной звездой ордена Хосе Матиаса Дельгадо                               | Дама Большого креста с серебряной звездой ордена Хосе Матиаса Дельгадо                               |          |
| Панама                   | 16 сентября 1977— | Дама Большого креста ордена Васко Нуньеса де Бальбоа                                                 | Дама Большого креста ордена Васко Нуньеса де Бальбоа                                                 |          |
| Мексика                  | 8 октября 1977—   | Дама Большого креста ордена Ацтекского орла                                                          | Дама Большого креста ордена Ацтекского орла                                                          |          |
| Австрия                  | 31 января 1978—   | Дама Большой почётной звезды «За заслуги перед Австрийской Республикой»                              | Дама Большой почётной звезды «За заслуги перед Австрийской Республикой»                              |          |
| Португалия               | 17 апреля 1978—   | Дама Большого креста ордена Христа                                                                   | Дама Большого креста ордена Христа                                                                   | GCC      |
| Бельгия                  | 26 сентября 1978— | Дама Большого креста ордена Леопольда I                                                              | Дама Большого креста ордена Леопольда I                                                              |          |
| Колумбия                 | 1979—             | Дама Большого креста с золотой звездой ордена Святого Карлоса                                        | Дама Большого креста с золотой звездой ордена Святого Карлоса                                        |          |
| Швеция                   | 5 октября 1979—   | Дама ордена Серафимов                                                                                | Дама ордена Серафимов                                                                                | LSerafO  |
| Эквадор                  | 13 мая 1980—      | Дама Большого креста Национального ордена Сан-Лоренсо                                                | Дама Большого креста Национального ордена Сан-Лоренсо                                                |          |
| Дания                    | 17 марта 1980—    | Дама ордена Слона                                                                                    | Дама ордена Слона                                                                                    | R. af E. |
| Люксембург               | 9 июля 1980—      | Дама ордена Золотого льва Нассау                                                                     | Дама ордена Золотого льва Нассау                                                                     |          |
| Япония                   | 28 октября 1980—  | Дама ордена Драгоценной короны 1 степени                                                             | Дама ордена Драгоценной короны 1 степени                                                             |          |
| Норвегия                 | 14 апреля 1982—   | Дама Большого креста ордена Святого Олафа                                                            | Дама Большого креста ордена Святого Олафа                                                            |          |
| Непал                    | 19 сентября 1983— | Дама ордена Оясви Раянья                                                                             | Дама ордена Оясви Раянья                                                                             |          |
| Иордания                 | 26 марта 1985—    | Дама Большой ленты ордена Звезды Иордании                                                            | Дама Большой ленты ордена Звезды Иордании                                                            | GCSJ     |
| Исландия                 | 16 сентября 1985— | Дама Большого креста ордена Исландского сокола                                                       | Дама Большого креста ордена Исландского сокола                                                       |          |
| Нидерланды               | 8 октября 1985—   | Дама Большого креста ордена Нидерландского льва                                                      | Дама Большого креста ордена Нидерландского льва                                                      |          |
| Заир                     | 1 декабря 1986—   | Дама Большой ленты ордена Леопарда                                                                   | Дама Большой ленты ордена Леопарда                                                                   |          |
| Таиланд                  | 19 ноября 1987—   | Дама Большой ленты ордена Чула Чом Клао                                                              | Дама Большой ленты ордена Чула Чом Клао                                                              | ป.จ.ว.   |
| Португалия               | 13 октября 1988—  | Дама Большого креста ордена Христа                                                                   | Дама Большого креста ордена Христа                                                                   | GCIH     |
| Бельгия                  | 16 мая 1991—      | Дама Большого креста ордена Южного Креста                                                            | Дама Большого креста ордена Южного Креста                                                            |          |
| Нигерия                  | 19 ноября 1991—   | Дама-Великий командор ордена Республики                                                              | Дама-Великий командор ордена Республики                                                              |          |
| Коста-Рика               | 26 января 1993—   | Дама Большого креста с золотой звездой ордена Хуана Мора Фернандеса                                  | Дама Большого креста с золотой звездой ордена Хуана Мора Фернандеса                                  |          |
| Италия                   | 27 июня 1996—     | Дама Большого креста ордена «За заслуги перед Итальянской Республикой»                               | Дама Большого креста ордена «За заслуги перед Итальянской Республикой»                               |          |
| Республика Корея         | 1996              | Кавалер Большого ордена Мугунхва                                                                     | Кавалер Большого ордена Мугунхва                                                                     |          |
| Украина                  | 1996              | Дама ордена князя Ярослава Мудрого I степени                                                         | Дама ордена князя Ярослава Мудрого I степени                                                         |          |
| Уругвай                  | 9 октября 1996—   | Медаль Восточной Республики Уругвай                                                                  | Медаль Восточной Республики Уругвай                                                                  |          |
| Португалия               | 23 августа 1988—  | Дама Большого креста Военного ордена Сантьяго и меча                                                 | Дама Большого креста Военного ордена Сантьяго и меча                                                 | GCSE     |
| Египет                   | 18 февраля 1997—  | Дама специального класса ордена Добродетельности                                                     | Дама специального класса ордена Добродетельности                                                     |          |
| ЮАР                      | 15 февраля 1999—  | Дама Большого креста ордена Доброй Надежды                                                           | Дама Большого креста ордена Доброй Надежды                                                           |          |
| Иордания                 | 20 октября 1999—  | Дама Большой звезды ордена Возрождения                                                               | Дама Большой звезды ордена Возрождения                                                               |          |
| Марокко                  | 18 сентября 2000— | Дама специального класса ордена Мухамадийя                                                           | Дама специального класса ордена Мухамадийя                                                           |          |
| Доминиканская Республика | 13 ноября 2000—   | Дама Большого креста с Золотой звездой ордена За заслуги Санчеса, Дуарте и Меллы                     | Дама Большого креста с Золотой звездой ордена За заслуги Санчеса, Дуарте и Меллы                     |          |
| Греция                   | 2001—             | Дама Большого креста ордена Спасителя                                                                | Дама Большого креста ордена Спасителя                                                                |          |
| Польша                   | 14 мая 2001—      | Дама ордена Белого орла                                                                              | Дама ордена Белого орла                                                                              |          |
| Чили                     | 4 июня 2001—      | Дама Большого креста ордена Заслуг                                                                   | Дама Большого креста ордена Заслуг                                                                   |          |
| Румыния                  | 2003—             | Дама Большого креста ордена Звезды Румынии                                                           | Дама Большого креста ордена Звезды Румынии                                                           |          |
| Болгария                 | 28 мая 2003—      | Кавалер ордена Розы I степени                                                                        | Кавалер ордена Розы I степени                                                                        |          |
| Узбекистан               | 24 января 2003—   | Орден «За выдающиеся заслуги»                                                                        | Орден «За выдающиеся заслуги»                                                                        |          |
| Перу                     | 5 июля 2004—      | Дама Большого креста ордена Солнца                                                                   | Дама Большого креста ордена Солнца                                                                   |          |
| Латвия                   | 14 октября 2004—  | Дама Большого креста ордена Трёх звёзд                                                               | Дама Большого креста ордена Трёх звёзд                                                               |          |
| Венгрия                  | 31 января 2005—   | Дама Большого креста ордена Заслуг                                                                   | Дама Большого креста ордена Заслуг                                                                   |          |
| Литва                    | 1 июня 2005—      | Дама Большого креста ордена Витаутаса Великого                                                       | Дама Большого креста ордена Витаутаса Великого                                                       |          |
| Таиланд                  | 22 февраля 2006—  | Дама ордена Королевского дома Чакри                                                                  | Дама ордена Королевского дома Чакри                                                                  |          |
| Эстония                  | 9 июля 2007—      | Дама Большого креста ордена Креста земли Марии                                                       | Дама Большого креста ордена Креста земли Марии                                                       |          |
| Словакия                 | 22 октября 2007—  | Дама ордена Двойного белого креста 1 степени                                                         | Дама ордена Двойного белого креста 1 степени                                                         |          |
| Филиппины                | 3 декабря 2007—   | Дама Большого креста на цепи ордена Золотого сердца                                                  | Дама Большого креста на цепи ордена Золотого сердца                                                  |          |
| Филиппины                | —                 | Дама ордена Габриэлы Силанг                                                                          | Дама ордена Габриэлы Силанг                                                                          |          |
| Ямайка                   | 17 февраля 2009—  | Дама ордена Ямайки                                                                                   | Дама ордена Ямайки                                                                                   | OJ       |
| Латвия                   | 29 апреля 2009—   | Крест Признания I степени                                                                            | Крест Признания I степени                                                                            |          |
| Ливан                    | 19 октября 2009—  | Специальная степень ордена Заслуг                                                                    | Специальная степень ордена Заслуг                                                                    |          |
| Мальта                   | 25 ноября 2009—   | Дама ордена «На благо Республики»                                                                    | Дама ордена «На благо Республики»                                                                    | SG       |

Награды королевских династических домов
| Страна                             | Дата вручения | Награда                                                                      | Награда                                                                      | Литеры |
| ---------------------------------- | ------------- | ---------------------------------------------------------------------------- | ---------------------------------------------------------------------------- | ------ |
| Бурбон-Сицилийский королевский дом | 1962—         | Дама Большого креста Константиновского Военного ордена Святого Георгия       | Дама Большого креста Константиновского Военного ордена Святого Георгия       |        |
| Греция                             | —             | Дама Большого креста Королевского династического ордена Святых Ольги и Софии | Дама Большого креста Королевского династического ордена Святых Ольги и Софии |        |

Прочие награды: Золотая медаль Высшего совета по научным исследованиям (1989).

## Родословная королевы Испании
| Предки 1. Софии Шлезвиг-Гольштейн-Зондербург-Глюксбург, королевы Испании | Предки 1. Софии Шлезвиг-Гольштейн-Зондербург-Глюксбург, королевы Испании | Предки 1. Софии Шлезвиг-Гольштейн-Зондербург-Глюксбург, королевы Испании                        |
| ------------------------------------------------------------------------ | ------------------------------------------------------------------------ | ----------------------------------------------------------------------------------------------- |
| 2. Отец: Павел I, король Греции                                          | 4. Дед: Константин I, король Греции                                      | 8. Прадед: Георг I, король Греции                                                               |
| 2. Отец: Павел I, король Греции                                          | 4. Дед: Константин I, король Греции                                      | 9. Прабабушка: Великая княжна Ольга Константиновна                                              |
| 2. Отец: Павел I, король Греции                                          | 5. Бабушка: принцесса София Прусская                                     | 10. Прадед по женской линии: Фридрих III, император Германии                                    |
| 2. Отец: Павел I, король Греции                                          | 5. Бабушка: принцесса София Прусская                                     | 11. Прабабушка по женской линии: принцесса Виктория Саксен-Кобург-Готская                       |
| 3. Мать: принцесса Фредерика Ганноверская                                | 6. Дед по женской линии: Эрнст Август, герцог Брауншвейгский             | 12. Прадед по женской линии: Эрнст Август, кронпринц Ганноверский                               |
| 3. Мать: принцесса Фредерика Ганноверская                                | 6. Дед по женской линии: Эрнст Август, герцог Брауншвейгский             | 13. Прабабушка по женской линии: Тира, принцесса Датская                                        |
| 3. Мать: принцесса Фредерика Ганноверская                                | 7. Бабушка по женской линии: Виктория Луиза Прусская                     | 14. Прадед по женской линии: Вильгельм II, император Германии                                   |
| 3. Мать: принцесса Фредерика Ганноверская                                | 7. Бабушка по женской линии: Виктория Луиза Прусская                     | 15. Прабабушка по женской линии: Августа Виктория Шлезвиг-Гольштейн-Зондербург-Августенбургская |